# Danh sách hoàng đế nhà Đường

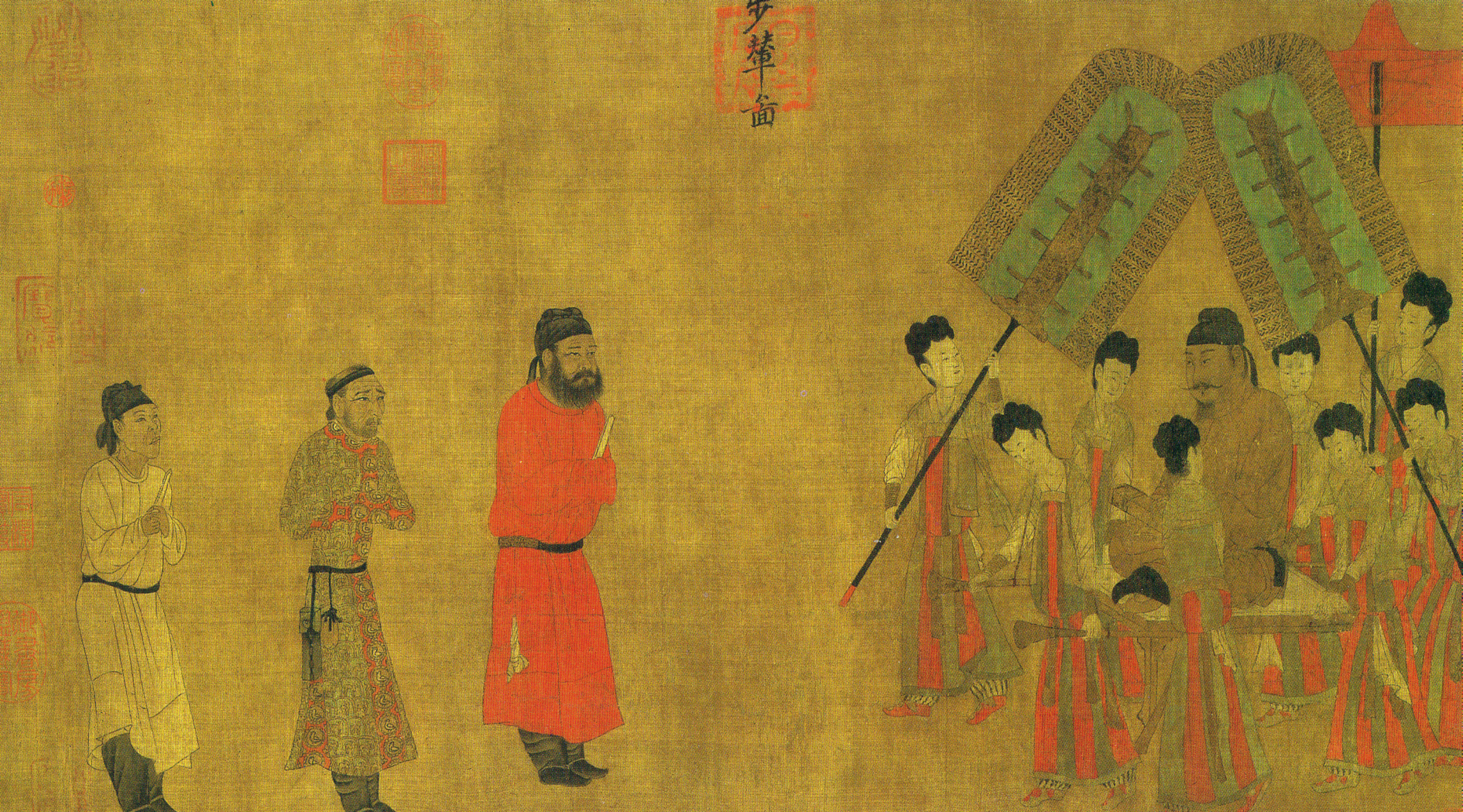
Bức họa miêu tả Đường Thái Tông tiếp đón sứ giả Thổ Phồn là Lộc Đông Tán (Gar Tongtsen Yulsung) tại kinh thành Trường An. Nhà Đường thúc đẩy thương nhân buôn bán, trao đổi hàng hóa trên toàn bộ khu vực châu Á dọc theo Con đường Tơ lụa nổi tiếng. Nhiều nước khác nhau đã triều cống cho triều đình nhà Đường, nhà Đường cũng chinh phục hoặc khuất phục một số khu vực rồi đặt chúng dưới quyền cai trị gián tiếp thông qua một hệ thống bảo hộ.

Nhà Đường là một triều đại Trung Quốc kế tục nhà Tùy (581 – 619) và được tiếp nối bởi thời kỳ Ngũ đại Thập quốc (907 – 960). Tồn tại trong 289 năm, khởi đầu vào năm 618 và kết thúc vào năm 907, nhà Đường thường được xem là một trong những đỉnh cao huy hoàng trong lịch sử nền văn minh Trung Hoa.
Tất cả các hoàng đế nhà Đường từ người khai lập Đường Cao Tổ Lý Uyên trở đi đều là Người Hồ-Hán, tức là những người sinh ra trong quá trình cộng cư và hỗn huyết giữa người Hán và người Hồ. Đây là một quá trình quan trọng trải dài trong lịch sử Trung Quốc từ thời thượng cổ (giai đoạn lập quốc sơ khai tại Trung Nguyên - Hoa Hạ) cho đến thời nhà Thanh. Lý Uyên có mẫu thân Nguyên Trinh Hoàng hậu là người dân tộc Tiên Ti, con gái của Độc Cô Tín. Điều này một phần giải thích tại sao từ rất lâu trước thời Thanh, nhà Đường đã có tư tưởng và chính sách cởi mở đến vậy trong việc trọng dụng rộng rãi các sắc tộc khác nhau trong hệ thống cai trị của mình.
Lý Uyên, tức Đường Cao Tổ (trị. 618–626) là một người họ hàng bên ngoại của hoàng đế triều Tùy, Lý Uyên lợi dụng tình hình loạn lạc khi chính quyền trung ương gần sụp đổ để tiến hành nổi dậy và đoạt lấy thiên mệnh. Triều Đường bước vào giai đoạn cường thịnh dưới thời Đường Thái Tông Lý Thế Dân (trị. 626–649) khi Trung Quốc vươn mình thành cường quốc hùng mạnh bậc nhất thế giới. Triều đại của gia tộc họ Lý bị gián đoạn 15 năm khi Võ Tắc Thiên (trị. 690–705) – vị nữ hoàng đế duy nhất trong lịch sử Trung Hoa – nắm lấy quyền hành và lập ra nhà Võ Chu.
Trong số các hoàng đế nhà Đường, tại vị lâu nhất là Đường Huyền Tông (trị. 712–756) với 43 năm. Dù được xem là một những giai đoạn thịnh trị nhất trong lịch sử Trung Hoa, song những sự kiện diễn ra trong những năm tháng cuối cùng dưới triều Đường Huyền Tông đã đánh dấu sự suy yếu của nhà Đường. Tuy các hoàng đế đời sau đã phục hồi được sự ổn định của đất nước, nhưng nhà Đường đã không thể lấy lại ánh hào quang thịnh vượng năm xưa. Giai đoạn nửa sau của triều đại chứng kiến sự trỗi dậy của các phiên trấn, các tiết độ sứ đều tạo dựng thế lực nhất định và chỉ còn thần phục triều đình trên danh nghĩa. Nhà Đường chính thức diệt vong khi Tiết độ sứ Chu Toàn Trung phế truất Đường Ai Đế (trị. 904–907) và thành lập nên triều Hậu Lương (907 – 923), mở ra thời kỳ loạn lạc kéo dài hơn 50 năm.
Dưới đây là danh sách đầy đủ hoàng đế của nhà Đường, bao gồm tên huý, thuỵ hiệu, niên hiệu và thời gian trị vì. Danh sách này không bao gồm nhiếp chính, Hoàng thái hậu chấp chính và triều Võ Chu của Võ Tắc Thiên.

## Quy ước đặt tên

### Tên gọi Hoàng đế

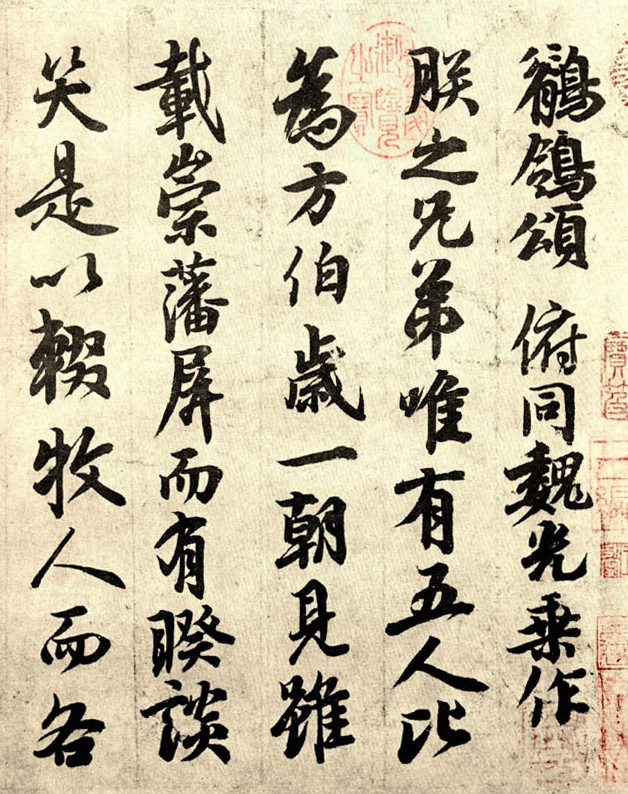
Bút pháp của Đường Huyền Tông Lý Long Cơ. Văn hóa Trung Quốc phát triển mạnh mẽ và cường thịnh trong thời kì nhà Đường, đây được coi là thời kì đỉnh cao của thi ca Trung Quốc.

Thời cổ Trung Quốc hay còn gọi là thời Vương quốc, với nhà Hạ (thế kỷ 21 – thế kỷ 16 TCN), nhà Thương (thế kỷ 17 – thế kỷ 11 TCN), nhà Chu (thế kỷ 11 – 256 TCN), là khi mà các vị vua dùng tước hiệu Vương (王). Từ thời nhà Chu, các vị vua bắt đầu tự xưng là Thiên tử (天子) nhằm thể hiện tính chính danh của mình. Đến năm 221 TCN, Tần Vương Doanh Chính đã chinh phục và thống nhất tất cả các nước chư hầu Chiến Quốc, lập nên Đại Tần (221 TCN – 206 TCN). Để nâng mình lên trên các vị vua cũ của nhà Thương và nhà Chu, Doanh Chính đã quyết định đặt ra tước hiệu mới: Hoàng đế (皇帝) và trở thành Hoàng đế đầu tiên trong lịch sử Trung Quốc, tức Tần Thủy Hoàng. Tước hiệu Hoàng đế đã được tạo ra bằng cách kết hợp tước hiệu Tam Hoàng Ngũ Đế (三皇五帝), nguồn gốc từ thần thoại Trung Quốc. Tước hiệu này từ đó về sau được các nhà cai trị Trung Quốc sử dụng liên tiếp theo các triều đại cho đến khi triều đại nhà Thanh sụp đổ vào năm 1911.

### Thụy hiệu, miếu hiệu và niên hiệu
Trong các ghi chép và văn bản lịch sử, từ thời nhà Thương (thế kỷ 17 – thế kỷ 11 TCN) đến thời nhà Tùy (581 – 618), các vị quân chủ Trung Quốc thường được đề cập đến bằng thụy hiệu. Tuy miếu hiệu đã xuất hiện từ thời nhà Hán, nhưng mãi đến thời nhà Đường, khi thụy hiệu thường trở nên rất dài, loại tên này mới được chính thức sử dụng để đề cập đến các vị quân chủ trong các ghi chép và văn bản lịch sử. Truyền thống này vẫn được nối tiếp xuyên suốt thời kỳ Ngũ đại Thập quốc (907 – 979), nhà Tống (960 – 1279) và nhà Nguyên (1271 – 1368). Sang đến thời nhà Minh (1368 – 1644) và nhà Thanh (1644 – 1911), các hoàng đế thường chỉ sử dụng một niên hiệu duy nhất trong suốt triều đại của mình. Tuy nhiên, trong các sử liệu và ghi chép của Trung Quốc, các hoàng đế nhà Minh vẫn thường được gọi bằng miếu hiệu, khác biệt với cách gọi bằng niên hiệu trong sử liệu tây phương. Phải đến đời nhà Thanh, sử sách Trung Quốc mới bắt đầu chuyển sang gọi các vị quân chủ bằng niên hiệu, dù họ vẫn có miếu hiệu và thụy hiệu như vua chúa triều đại trước.
Niên hiệu chính thức được đưa vào sử dụng dưới triều đại của Hán Vũ Đế (trị. 141 – 87 TCN). Tuy nhiên, nguồn gốc của loại tên này có thể được truy ngược xa hơn về thời cổ đại. Phương pháp tính năm lâu đời nhất – tồn tại từ thời nhà Thương – đánh dấu năm đầu tiên của triều đại của một vị quân chủ là năm thứ nhất. Khi nhà vua mất, năm thứ nhất của thời kỳ trị vì mới sẽ bắt đầu. Hệ thống này thay đổi vào thế kỷ 4 TCN khi năm đầu tiên của một thời kỳ trị vì mới không bắt đầu ngay sau khi nhà cầm quyền đó mất mà chỉ bắt đầu vào ngày Tết Nguyên Đán năm kế tiếp.

## Hoàng đế Đại Đường

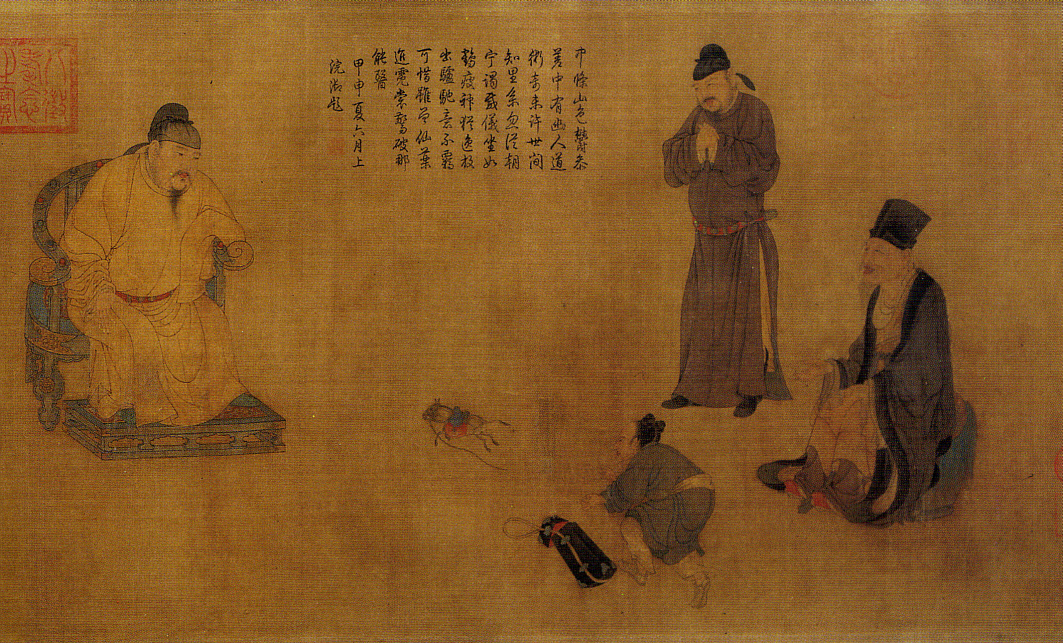
Bức họa Trương Quả kiến Minh Hoàng của Nhậm Nhân Phát đời Nguyên vẽ Trương Quả Lão yết kiến Đường Huyền Tông

Triều nhà Đường có tất cả 22 vị hoàng đế khác nhau trong suốt chiều dài lịch sử gần 300 năm. Sau khi bình định các quân phiệt, hoàng đế đầu tiên – Đường Cao Tổ Lý Uyên –  đã lập ra nhà Đường, triều đại kế tục nhà Tùy. Nhà Đường phát triển rực rỡ dưới thời Thái Tông và Cao Tông, khi lãnh thổ liên tục được mở rộng, bao trùm toàn bộ Trung Quốc bản thổ và phần lớn thảo nguyên Trung Á. Nhà Đường bị gián đoạn khi Võ Tắc Thiên phế bỏ con trai, xưng hoàng đế và lập ra nhà Võ Chu. Đế vị quay trở về tay nhà họ Lý khi Đường Trung Tông Lý Hiển lên ngôi lần thứ hai vào năm 705. Trong lịch sử nhà Đường, Đường Trung Tông không phải là vị hoàng đế duy nhất từng tại vị hai lần. Ngoài ông ra, em trai ông là Đường Duệ Tông và vị hoàng đế áp chót Đường Chiêu Tông đều từng hai lần lên ngôi.
Kể từ đầu thế kỷ thứ 9, các hoàng đế dần đánh mất quyền lực vào tay thái giám. Vốn dĩ là quan trong nội đình, không có quyền can dự chính sự, thái giám thời Vãn Đường lợi dụng tầm ảnh hưởng để trực tiếp can thiệp vào việc lựa chọn người kế vị và khiến họ trở thành vua bù nhìn. Cả Đường Ý Tông và bốn trong số năm vị hoàng đế trước ông đều do thái giám dựng lên. Tuy hoàng đế có thể giành lại ít nhiều quyền lực trong thời gian ngắn, chẳng hạn như thời Đường Tuyên Tông, nhưng quyền lực hoàng đế trong thời Vãn Đường đã giảm xuống mức thấp nhất trong suốt lịch sử gần 300 năm của triều đại này.

### Danh sách
| Danh sách hoàng đế nhà Đường |                 | |                                 |                                                         |              |           |           |        |
| Tranh vẽ                     | Miếu hiệu       | Thụy hiệu | Tên thật                        | Trị vì                                                  | Niên hiệu    | Niên hiệu | Thời gian | Chú    |
|                              | Cao Tổ 高祖     | Thần Nghiêu Đại Thánh Đại Quang Hiếu hoàng đế 神堯大聖大光孝皇帝                                                                        | Lý Uyên 李淵                    | 18 tháng 6 năm 618 – 4 tháng 9 năm 626 (8 năm, 19 ngày) | Vũ Đức       | 武德      | 618 – 626 | [ 21 ] |
|                              | Thái Tông 太宗  | Văn Vũ Đại Thánh Đại Quảng Hiếu hoàng đế 文武大聖大廣孝皇帝                                                                             | Lý Thế Dân 李世民               | 4 tháng 9 năm 626 – 10 tháng 7 năm 649                  | Trinh Quán   | 貞觀      | 626 – 649 | [ 21 ] |
|                              | Cao Tông 高宗   | Thiên Hoàng Đại Thánh Đại Hoằng Hiếu hoàng đế 天皇大圣大弘孝皇帝                                                                        | Lý Trị 李治                     | 15 tháng 7 năm 649 – 27 tháng 10 năm 683                | Vĩnh Huy     | 永徽      | 650 – 655 | [ 21 ] |
| Hiển Khánh                   | Cao Tông 高宗   | Thiên Hoàng Đại Thánh Đại Hoằng Hiếu hoàng đế 天皇大圣大弘孝皇帝                                                                        | Lý Trị 李治                     | 15 tháng 7 năm 649 – 27 tháng 10 năm 683                | 顯慶         | 656 – 661 | [ 21 ]    |        |
| Long Sóc                     | Cao Tông 高宗   | Thiên Hoàng Đại Thánh Đại Hoằng Hiếu hoàng đế 天皇大圣大弘孝皇帝                                                                        | Lý Trị 李治                     | 15 tháng 7 năm 649 – 27 tháng 10 năm 683                | 龍朔         | 661 – 663 | [ 21 ]    |        |
| Lân Đức                      | Cao Tông 高宗   | Thiên Hoàng Đại Thánh Đại Hoằng Hiếu hoàng đế 天皇大圣大弘孝皇帝                                                                        | Lý Trị 李治                     | 15 tháng 7 năm 649 – 27 tháng 10 năm 683                | 麟德         | 664 – 665 | [ 21 ]    |        |
| Càn Phong                    | Cao Tông 高宗   | Thiên Hoàng Đại Thánh Đại Hoằng Hiếu hoàng đế 天皇大圣大弘孝皇帝                                                                        | Lý Trị 李治                     | 15 tháng 7 năm 649 – 27 tháng 10 năm 683                | 乾封         | 666 – 668 | [ 21 ]    |        |
| Tổng Chương                  | Cao Tông 高宗   | Thiên Hoàng Đại Thánh Đại Hoằng Hiếu hoàng đế 天皇大圣大弘孝皇帝                                                                        | Lý Trị 李治                     | 15 tháng 7 năm 649 – 27 tháng 10 năm 683                | 總章         | 668 – 670 | [ 21 ]    |        |
| Hàm Hanh                     | Cao Tông 高宗   | Thiên Hoàng Đại Thánh Đại Hoằng Hiếu hoàng đế 天皇大圣大弘孝皇帝                                                                        | Lý Trị 李治                     | 15 tháng 7 năm 649 – 27 tháng 10 năm 683                | 咸亨         | 670 – 674 | [ 21 ]    |        |
| Thượng Nguyên                | Cao Tông 高宗   | Thiên Hoàng Đại Thánh Đại Hoằng Hiếu hoàng đế 天皇大圣大弘孝皇帝                                                                        | Lý Trị 李治                     | 15 tháng 7 năm 649 – 27 tháng 10 năm 683                | 上元         | 674 – 676 | [ 21 ]    |        |
| Nghi Phượng                  | Cao Tông 高宗   | Thiên Hoàng Đại Thánh Đại Hoằng Hiếu hoàng đế 天皇大圣大弘孝皇帝                                                                        | Lý Trị 李治                     | 15 tháng 7 năm 649 – 27 tháng 10 năm 683                | 儀鳳         | 676 – 679 | [ 21 ]    |        |
| Điều Lộ                      | Cao Tông 高宗   | Thiên Hoàng Đại Thánh Đại Hoằng Hiếu hoàng đế 天皇大圣大弘孝皇帝                                                                        | Lý Trị 李治                     | 15 tháng 7 năm 649 – 27 tháng 10 năm 683                | 調露         | 679 – 680 | [ 21 ]    |        |
| Vĩnh Long                    | Cao Tông 高宗   | Thiên Hoàng Đại Thánh Đại Hoằng Hiếu hoàng đế 天皇大圣大弘孝皇帝                                                                        | Lý Trị 李治                     | 15 tháng 7 năm 649 – 27 tháng 10 năm 683                | 永隆         | 680 – 681 | [ 21 ]    |        |
| Khai Diệu                    | Cao Tông 高宗   | Thiên Hoàng Đại Thánh Đại Hoằng Hiếu hoàng đế 天皇大圣大弘孝皇帝                                                                        | Lý Trị 李治                     | 15 tháng 7 năm 649 – 27 tháng 10 năm 683                | 開耀         | 681 – 682 | [ 22 ]    |        |
| Vĩnh Thuần                   | Cao Tông 高宗   | Thiên Hoàng Đại Thánh Đại Hoằng Hiếu hoàng đế 天皇大圣大弘孝皇帝                                                                        | Lý Trị 李治                     | 15 tháng 7 năm 649 – 27 tháng 10 năm 683                | 永淳         | 682 – 683 | [ 23 ]    |        |
| Hoằng Đạo                    | Cao Tông 高宗   | Thiên Hoàng Đại Thánh Đại Hoằng Hiếu hoàng đế 天皇大圣大弘孝皇帝                                                                        | Lý Trị 李治                     | 15 tháng 7 năm 649 – 27 tháng 10 năm 683                | 弘道         | 683       | [ 23 ]    |        |
|                              | Trung Tông 中宗 | Đại Hòa Đại Thánh Đại Chiêu Hiếu hoàng đế 大和大聖大昭孝皇帝                                                                            | Lý Hiển 李顯 hoặc Lý Triết 李哲 | 3 tháng 1 năm 684 – 26 tháng 2 năm 684                  | Tự Thánh     | 嗣圣      | 684       | [ 23 ] |
|                              | Duệ Tông 睿宗   | Huyền Chân Đại Thánh Đại Hưng Hiếu hoàng đế 玄真大聖大興孝皇帝                                                                          | Lý Đán 李旦                     | 27 tháng 2 năm 684 – 8 tháng 10 năm 690                 | Văn Minh     | 文明      | 684       | [ 23 ] |
| Quang Trạch                  | Duệ Tông 睿宗   | Huyền Chân Đại Thánh Đại Hưng Hiếu hoàng đế 玄真大聖大興孝皇帝                                                                          | Lý Đán 李旦                     | 27 tháng 2 năm 684 – 8 tháng 10 năm 690                 | 光宅         | 684       | [ 23 ]    |        |
| Thùy Củng                    | Duệ Tông 睿宗   | Huyền Chân Đại Thánh Đại Hưng Hiếu hoàng đế 玄真大聖大興孝皇帝                                                                          | Lý Đán 李旦                     | 27 tháng 2 năm 684 – 8 tháng 10 năm 690                 | 垂拱         | 685 – 688 | [ 23 ]    |        |
| Vĩnh Xương                   | Duệ Tông 睿宗   | Huyền Chân Đại Thánh Đại Hưng Hiếu hoàng đế 玄真大聖大興孝皇帝                                                                          | Lý Đán 李旦                     | 27 tháng 2 năm 684 – 8 tháng 10 năm 690                 | 永昌         | 688 – 689 | [ 23 ]    |        |
| Thái Sơ                      | Duệ Tông 睿宗   | Huyền Chân Đại Thánh Đại Hưng Hiếu hoàng đế 玄真大聖大興孝皇帝                                                                          | Lý Đán 李旦                     | 27 tháng 2 năm 684 – 8 tháng 10 năm 690                 | 載初         | 689 – 690 | [ 23 ]    |        |
| Nhà Võ Chu (690 – 705)       |                 | |                                 |                                                         |              |           |           |        |
| Tiếp tục nhà Đường           |                 | |                                 |                                                         |              |           |           |        |
|                              | Trung Tông 中宗 | Đại Hòa Đại Thánh Đại Chiêu Hiếu hoàng đế 大和大聖大昭孝皇帝                                                                            | Lý Hiển 李顯 hoặc Lý Triết 李哲 | 23 tháng 2 năm 705 – 3 tháng 7 năm 710                  | Thần Long    | 神龍      | 705 – 707 | [ 24 ] |
| Cảnh Long                    | Trung Tông 中宗 | Đại Hòa Đại Thánh Đại Chiêu Hiếu hoàng đế 大和大聖大昭孝皇帝                                                                            | Lý Hiển 李顯 hoặc Lý Triết 李哲 | 23 tháng 2 năm 705 – 3 tháng 7 năm 710                  | 景龍         | 707 – 710 | [ 24 ]    |        |
|                              | không có        | Thương Đế 殤帝 | Lý Trọng Mậu 李重茂             | 8 tháng 7 – 25 tháng 7 năm 710                          | Đường Long   | 唐隆      | 710       | [ 24 ] |
|                              | Duệ Tông 睿宗   | Huyền Chân Đại Thánh Đại Hưng Hiếu hoàng đế 玄真大聖大興孝皇帝                                                                          | Lý Đán 李旦                     | 25 tháng 7 năm 710 – 8 tháng 9 năm 712                  | Cảnh Vân     | 景雲      | 710 – 711 | [ 24 ] |
| Thái Cực                     | Duệ Tông 睿宗   | Huyền Chân Đại Thánh Đại Hưng Hiếu hoàng đế 玄真大聖大興孝皇帝                                                                          | Lý Đán 李旦                     | 25 tháng 7 năm 710 – 8 tháng 9 năm 712                  | 太極         | 712       | [ 24 ]    |        |
| Diên Hòa                     | Duệ Tông 睿宗   | Huyền Chân Đại Thánh Đại Hưng Hiếu hoàng đế 玄真大聖大興孝皇帝                                                                          | Lý Đán 李旦                     | 25 tháng 7 năm 710 – 8 tháng 9 năm 712                  | 延和         | 712       | [ 24 ]    |        |
|                              | Huyền Tông 玄宗 | Chí Đạo Đại Thánh Đại Minh Hiếu hoàng đế 至道大聖大明孝皇帝                                                                             | Lý Long Cơ 李隆基               | 8 tháng 9 năm 712 – 12 tháng 8 năm 756                  | Tiên Thiên   | 先天      | 712 – 713 | [ 24 ] |
| Khai Nguyên                  | Huyền Tông 玄宗 | Chí Đạo Đại Thánh Đại Minh Hiếu hoàng đế 至道大聖大明孝皇帝                                                                             | Lý Long Cơ 李隆基               | 8 tháng 9 năm 712 – 12 tháng 8 năm 756                  | 開元         | 713 – 741 | [ 24 ]    |        |
| Thiên Bảo                    | Huyền Tông 玄宗 | Chí Đạo Đại Thánh Đại Minh Hiếu hoàng đế 至道大聖大明孝皇帝                                                                             | Lý Long Cơ 李隆基               | 8 tháng 9 năm 712 – 12 tháng 8 năm 756                  | 天寶         | 741 – 756 | [ 24 ]    |        |
|                              | Túc Tông 肅宗   | Văn Minh Võ Đức Đại Thánh Đại Tuyên Hiếu hoàng đế 文明武德大聖大宣孝皇帝                                                                | Lý Hạnh 李亨                    | 12 tháng 8 năm 756 – 16 tháng 5 năm 762                 | Chí Đức      | 至德      | 756 – 758 | [ 24 ] |
| Càn Nguyên                   | Túc Tông 肅宗   | Văn Minh Võ Đức Đại Thánh Đại Tuyên Hiếu hoàng đế 文明武德大聖大宣孝皇帝                                                                | Lý Hạnh 李亨                    | 12 tháng 8 năm 756 – 16 tháng 5 năm 762                 | 乾元         | 758 – 760 | [ 24 ]    |        |
| Thượng Nguyên                | Túc Tông 肅宗   | Văn Minh Võ Đức Đại Thánh Đại Tuyên Hiếu hoàng đế 文明武德大聖大宣孝皇帝                                                                | Lý Hạnh 李亨                    | 12 tháng 8 năm 756 – 16 tháng 5 năm 762                 | 上元         | 760 – 762 | [ 25 ]    |        |
| Bảo Ứng                      | Túc Tông 肅宗   | Văn Minh Võ Đức Đại Thánh Đại Tuyên Hiếu hoàng đế 文明武德大聖大宣孝皇帝                                                                | Lý Hạnh 李亨                    | 12 tháng 8 năm 756 – 16 tháng 5 năm 762                 | 寶應         | 762       | [ 25 ]    |        |
|                              | Đại Tông 代宗   | Duệ Văn Hiếu Vũ hoàng đế 睿文孝武皇帝                                                                                                   | Lý Dự 李豫                      | 18 tháng 5 năm 762 – 10 tháng 6 năm 779                 | Quảng Đức    | 廣德      | 763 – 764 | [ 25 ] |
| Vĩnh Thái                    | Đại Tông 代宗   | Duệ Văn Hiếu Vũ hoàng đế 睿文孝武皇帝                                                                                                   | Lý Dự 李豫                      | 18 tháng 5 năm 762 – 10 tháng 6 năm 779                 | 永泰         | 765 – 766 | [ 25 ]    |        |
| Đại Lịch                     | Đại Tông 代宗   | Duệ Văn Hiếu Vũ hoàng đế 睿文孝武皇帝                                                                                                   | Lý Dự 李豫                      | 18 tháng 5 năm 762 – 10 tháng 6 năm 779                 | 大曆         | 766 – 779 | [ 25 ]    |        |
|                              | Đức Tông 德宗   | Thần Vũ Hiếu Văn hoàng đế 神武孝文皇帝                                                                                                  | Lý Quát 李适                    | 12 tháng 6 năm 779 – 25 tháng 2 năm 805                 | Kiến Trung   | 建中      | 780 – 783 | [ 25 ] |
| Hưng Nguyên                  | Đức Tông 德宗   | Thần Vũ Hiếu Văn hoàng đế 神武孝文皇帝                                                                                                  | Lý Quát 李适                    | 12 tháng 6 năm 779 – 25 tháng 2 năm 805                 | 興元         | 784       | [ 25 ]    |        |
| Trinh Nguyên                 | Đức Tông 德宗   | Thần Vũ Hiếu Văn hoàng đế 神武孝文皇帝                                                                                                  | Lý Quát 李适                    | 12 tháng 6 năm 779 – 25 tháng 2 năm 805                 | 貞元         | 785 – 805 | [ 25 ]    |        |
|                              | Thuận Tông 順宗 | Chí Đức Hoằng Đạo Đại Thánh Đại An Hiếu hoàng đế 至德弘道大圣大安孝皇帝                                                                 | Lý Tụng 李诵                    | 28 tháng 2 – 31 tháng 8 năm 805                         | Vĩnh Trinh   | 永貞      | 805       | [ 25 ] |
|                              | Hiến Tông 憲宗  | Chiêu Văn Chương Vũ Đại Thánh Chí Thần Hiếu hoàng đế 昭文章武大聖至神孝皇帝                                                             | Lý Thuần 李純                   | 5 tháng 9 năm 805 – 14 tháng 2 năm 820                  | Nguyên Hòa   | 元和      | 805 – 820 | [ 25 ] |
|                              | Mục Tông 穆宗   | Duệ Thánh Văn Huệ Hiếu hoàng đế 睿圣文惠孝皇帝                                                                                          | Lý Hằng 李恆                    | 20 tháng 2 năm 820 – 25 tháng 2 năm 824                 | Trường Khánh | 長慶      | 820 – 824 | [ 25 ] |
|                              | Kính Tông 敬宗  | Duệ Vũ Chiêu Mẫn Hiếu hoàng đế 睿武昭愍孝皇帝                                                                                           | Lý Đam 李湛                     | 29 tháng 2 năm 824 – 9 tháng 1 năm 827                  | Bảo Lịch     | 寶曆      | 824 – 827 | [ 25 ] |
|                              | Văn Tông 文宗   | Nguyên Thánh Chiêu Hiến Hiếu hoàng đế 元圣昭献孝皇帝                                                                                    | Lý Ngang 李昂                   | 13 tháng 1 năm 827 – 10 tháng 2 năm 840                 | Thái Hòa     | 大和      | 827 – 835 | [ 26 ] |
| Khai Thành                   | Văn Tông 文宗   | Nguyên Thánh Chiêu Hiến Hiếu hoàng đế 元圣昭献孝皇帝                                                                                    | Lý Ngang 李昂                   | 13 tháng 1 năm 827 – 10 tháng 2 năm 840                 | 開成         | 836 – 840 | [ 26 ]    |        |
|                              | Vũ Tông 武宗    | Chí Đạo Chiêu Túc Hiếu hoàng đế 至道昭肃孝皇帝                                                                                          | Lý Viêm 李炎                    | 20 tháng 2 năm 840 – 22 tháng 4 năm 846                 | Hội Xương    | 会昌      | 840 – 846 | [ 26 ] |
|                              | Tuyên Tông 宣宗 | Nguyên Thánh Chí Minh Thành Vũ Hiến Văn Duệ Trí Chương Nhân Thần Thông Ý Đạo Đại Hiếu hoàng đế 元聖至明成武獻文睿智章仁神聰懿道大孝皇帝 | Lý Thầm 李忱                    | 25 tháng 4 năm 846 – 7 tháng 9 năm 859                  | Đại Trung    | 大中      | 846 – 859 | [ 26 ] |
|                              | Ý Tông 懿宗     | Chiêu Thánh Cung Huệ Hiếu hoàng đế 昭聖恭惠孝皇帝                                                                                       | Lý Thôi 李漼                    | 13 tháng 9 năm 859 – 15 tháng 8 năm 873                 | Hàm Thông    | 咸通      | 859 – 873 | [ 26 ] |
|                              | Hy Tông 僖宗    | Huệ Thánh Cung Định Hiếu hoàng đế 惠聖恭定孝皇帝                                                                                        | Lý Huyên 李儇                   | 16 tháng 8 năm 873 – 20 tháng 4 năm 888                 | Càn Phù      | 乾符      | 874 – 879 | [ 26 ] |
| Quảng Minh                   | Hy Tông 僖宗    | Huệ Thánh Cung Định Hiếu hoàng đế 惠聖恭定孝皇帝                                                                                        | Lý Huyên 李儇                   | 16 tháng 8 năm 873 – 20 tháng 4 năm 888                 | 廣明         | 879 – 881 | [ 26 ]    |        |
| Trung Hòa                    | Hy Tông 僖宗    | Huệ Thánh Cung Định Hiếu hoàng đế 惠聖恭定孝皇帝                                                                                        | Lý Huyên 李儇                   | 16 tháng 8 năm 873 – 20 tháng 4 năm 888                 | 中和         | 881 – 885 | [ 26 ]    |        |
| Quang Khải                   | Hy Tông 僖宗    | Huệ Thánh Cung Định Hiếu hoàng đế 惠聖恭定孝皇帝                                                                                        | Lý Huyên 李儇                   | 16 tháng 8 năm 873 – 20 tháng 4 năm 888                 | 光啟         | 885 – 888 | [ 26 ]    |        |
| Văn Đức                      | Hy Tông 僖宗    | Huệ Thánh Cung Định Hiếu hoàng đế 惠聖恭定孝皇帝                                                                                        | Lý Huyên 李儇                   | 16 tháng 8 năm 873 – 20 tháng 4 năm 888                 | 文德         | 888       | [ 26 ]    |        |
|                              | Chiêu Tông 昭宗 | Thánh Mục Cảnh Văn Hiếu hoàng đế 圣穆景文孝皇帝                                                                                         | Lý Diệp 李曄                    | 20 tháng 4 năm 888 – 1 tháng 12 năm 900                 | Long Kỷ      | 龍紀      | 889       | [ 26 ] |
| Đại Thuận                    | Chiêu Tông 昭宗 | Thánh Mục Cảnh Văn Hiếu hoàng đế 圣穆景文孝皇帝                                                                                         | Lý Diệp 李曄                    | 20 tháng 4 năm 888 – 1 tháng 12 năm 900                 | 大順         | 890 – 891 | [ 26 ]    |        |
| Cảnh Phúc                    | Chiêu Tông 昭宗 | Thánh Mục Cảnh Văn Hiếu hoàng đế 圣穆景文孝皇帝                                                                                         | Lý Diệp 李曄                    | 20 tháng 4 năm 888 – 1 tháng 12 năm 900                 | 景福         | 892 – 893 | [ 26 ]    |        |
| Càn Ninh                     | Chiêu Tông 昭宗 | Thánh Mục Cảnh Văn Hiếu hoàng đế 圣穆景文孝皇帝                                                                                         | Lý Diệp 李曄                    | 20 tháng 4 năm 888 – 1 tháng 12 năm 900                 | 乾寧         | 894 – 898 | [ 26 ]    |        |
| Quang Hóa                    | Chiêu Tông 昭宗 | Thánh Mục Cảnh Văn Hiếu hoàng đế 圣穆景文孝皇帝                                                                                         | Lý Diệp 李曄                    | 20 tháng 4 năm 888 – 1 tháng 12 năm 900                 | 光化         | 898 – 900 | [ 27 ]    |        |
|                              | không có        | không có | Lý Dụ 李裕                      | 4 tháng 12 năm 900 – 24 tháng 1 năm 901                 | Quang Hóa    | 光化      | 900 – 901 | [ 27 ] |
|                              | Chiêu Tông 昭宗 | Thánh Mục Cảnh Văn Hiếu hoàng đế 圣穆景文孝皇帝                                                                                         | Lý Diệp 李曄                    | 24 tháng 1 năm 901 – 22 tháng 9 năm 904                 | Thiên Phục   | 天復      | 901 – 904 | [ 27 ] |
| Thiên Hựu                    | Chiêu Tông 昭宗 | Thánh Mục Cảnh Văn Hiếu hoàng đế 圣穆景文孝皇帝                                                                                         | Lý Diệp 李曄                    | 24 tháng 1 năm 901 – 22 tháng 9 năm 904                 | 天祐         | 904       | [ 27 ]    |        |
|                              | Cảnh Tông 景宗  | Ai Đế 哀帝 hay Chiêu Tuyên Quang Liệt Hiếu Hoàng đế 昭宣光烈孝皇帝                                                                      | Lý Chúc 李柷                    | 26 tháng 9 năm 904 – 12 tháng 5 năm 907                 | Thiên Hựu    | 天祐      | 904       | [ 27 ] |